# 용아병
용아병(龍牙兵, 그리스어: Σπαρτοί 스파르토이[*]→파종된 남자들)은 그리스 신화에서 드래곤의 이빨을 땅에 심으면 나타나는 전사들이다. 테베의 용아병과 콜키스의 용아병이 있다.

## 테베의 기사
델포이의 신탁에 따라 암소를 따라간 카드모스는 테베 땅에 이르렀다. 카드모스는 암소를 잡아서 신들에게 공양하려고 부하들에게 근처의 샘으로 물심부름을 보냈다. 샘은 드래곤이 지키고 있었고, 드래곤은 카드모스의 부하 여럿을 죽인 뒤 카드모스의 칼에 죽었다.
《비블리오테카》에 따르면 이 드래곤은 아레스의 신수였다고 한다. 아테나는 드래곤의 이빨 중 절반을 카드모스에게 주고 그것을 땅에 심으라고 했다. 카드모스가 그렇게 하자 고랑마다 사나운 무장한 사내들이 튀어나왔다. 그들에게 겁을 먹은 카드모스는 그들 사이에 돌을 집어던졌고, 돌을 누가 던졌냐고 시비가 붙은 용아병들은 서로 싸우다가 다섯 명만 남기고 나머지는 모두 죽었다. 살아남은 용아병 다섯은 에키온, 우다에오스, 크토니오스, 퓌헤레노르, 펠로루스이며, 이 다섯은 카드모스를 도와 테베라는 도시를 건립했다. 카드모스는 드래곤을 죽인 대가로 8년동안 아레스의 노예로 살았고, 그 기간이 끝나자 아레스와 아프로디테의 딸인 하르모니아를 아내로 맞았다.
한편, 미틸레네의 헬라니코스의 판본에 따르면 애초부터 용아병은 다섯 명이 튀어나왔으며, 아레스가 카드모스를 죽이려고 하는 것을  제우스가 나서서 살려 주었다. 용아병들 중 에키온은 뒤에 카드모스의 딸 아가베와 결혼했고, 둘 사이에 태어난 아들 펜테우스가 카드모스의 뒤를 이어 테베의 왕이 되었다.

## 콜키스의 기사
드래곤 이빨 나머지 절반은 아테나가 가져가서 콜키스의 왕 아이에테스에게 주었다. 아이에테스는 황금 양모를 요구하는 이아손에게 이빨들을 주면서 그것을 땅에 심으라고 했다. 카드모스 때와 마찬가지로 이아손은 용아병들 한가운데 돌을 집어던져 서로 싸우게 만들었다. 여기서 살아남은 용아병이 없었다.

## 참고 자료
- Bibliotheca (Pseudo-Apollodorus) Apollodorus, The Library, with an English Translation by Sir James George Frazer, F.B.A., F.R.S. in 2 Volumes. Cambridge, MA, Harvard University Press; London, William Heinemann Ltd. 1921. Online version at the Perseus Digital Library.
- Gantz, Timothy. Early Greek Myth. Baltimore: Johns Hopkins University Press, 1993.
- Pausanias (geographer), Pausanias Description of Greece with an English Translation by W.H.S. Jones, Litt.D., and H.A. Ormerod, M.A., in 4 Volumes. Cambridge, MA, Harvard University Press; London, William Heinemann Ltd. 1918. Online version at the Perseus Digital Library.
- William Smith (lexicographer), Smith, William; Dictionary of Greek and Roman Biography and Mythology, London (1873). "Sparti"